# Catasetum poriferum
Catasetum poriferum är en orkidéart som beskrevs av John Lindley. Catasetum poriferum ingår i släktet Catasetum och familjen orkidéer.
Artens utbredningsområde är Guyana. Inga underarter finns listade i Catalogue of Life.